# Christian Schilling
Christian Schilling (11 ottobre 1879 – 14 luglio 1955) è stato un calciatore tedesco, di ruolo attaccante.